# آرمان دو لاس کوئواس
آرمان دو لاس کوئواس (فرانسوی: Armand de Las Cuevas‎؛ زادهٔ ۲۶ ژوئن ۱۹۶۸ – درگذشتهٔ ۲ اوت ۲۰۱۸) دوچرخه‌سوار اهل فرانسه بود.